# Rudolf Sandtner
Rudolf Sandtner (* 1910; † nach 1967) war ein österreichischer Kameramann.

## Karriere
Sandtner machte erstmals 1953 mit den Filmen Irene in Nöten, Tagebuch einer Verliebten und Alles für Papa auf sich aufmerksam, wo er an der Seite von Oskar Schnirch und als dessen Assistent für die Arbeiten hinter der Kamera zuständig war. Bei dem 1956 erschienenen Heimatfilm Die Magd von Heiligenblut stand er dann gemeinsam mit Sepp Ketterer hinter der Kamera. Ebenso war er an dem Heimatfilm Die Lindenwirtin vom Donaustrand beteiligt und führte die Kamera bei der Filmkomödie Hoch klingt der Radetzkymarsch (1958), diesmal gemeinsam mit Hannes Staudinger. Für den Schlagerfilm Der Mustergatte von 1959 war er erstmals allein für die Kameraarbeiten zuständig. In den folgenden Jahren wirkte er unter anderem an den Filmen Mariandls Heimkehr (1962), Die Försterchristel (1962), Das Geheimnis der schwarzen Witwe (1963), Der schwarze Abt, Winnetou 2. Teil (1964) und Der Mönch mit der Peitsche (1967) im Bereich Kamera mit. Auch war Sandtner an etlichen Produktionen beteiligt, die auf Werken des deutschen Schriftstellers Karl May beruhen sowie an mehreren Filmen, die auf Edgar Wallace zurückgehen.
An der Fernsehserie Wolken über Kaprun, die vom abenteuerlichen Leben eines von Horst Naumann verkörperten Bauingenieurs handelt, wirkte Sandtner ab 1966 bis 1993 an 13 Folgen als Kameraassistent mit.
Rudolf Sandtner war der Bruder der Filmeditorin Herma Sandtner, mit der zusammen er auch für etliche Filme gemeinsam tätig war.

## Filmografie (Auswahl)
- 1953: Wirbel um Irene
- 1953: Tagebuch einer Verliebten
- 1953: Alles für Papa
- 1955: Das Mädchen vom Pfarrhof
- 1955: Die Wirtin zur Goldenen Krone
- 1958: Hoch klingt der Radetzkymarsch
- 1959: So ein Mustergatte
- 1956: Die Magd von Heiligenblut
- 1957: Noch minderjährig (Unter Achtzehn)
- 1957: Der König der Bernina
- 1957: Die Lindenwirtin vom Donaustrand
- 1958: Wenn die Bombe platzt
- 1958: Der Priester und das Mädchen
- 1958: Hoch klingt der Radetzkymarsch
- 1959: Zwölf Mädchen und ein Mann
- 1960: Hochstapler für drei Tage
- 1960: Gitarren klingen leise durch die Nacht
- 1960: Der Herr mit der schwarzen Melone
- 1961: Musik ist Trumpf
- 1962: Die lustige Witwe
- 1962: Romanze in Venedig
- 1962: Mariandls Heimkehr
- 1962: Die Försterchristel
- 1963: Der Musterknabe
- 1963: Der Fluch der gelben Schlange
- 1963: Der schwarze Abt
- 1963: Das Geheimnis der schwarzen Witwe
- 1964: Das Phantom von Soho
- 1964: Winnetou 2. Teil
- 1964: Unter Geiern
- 1965: 3. November 1918
- 1965: Der Ölprinz
- 1965: Winnetou 3. Teil
- 1965: Old Surehand 1. Teil
- 1966: Winnetou und das Halbblut Apanatschi
- 1966–1993: Wolken über Kaprun (Fernsehserie, 13 Folgen)
- 1967: Winnetou und sein Freund Old Firehand
- 1967: Der Fenstergucker (Fernsehserie, Folge In einem kleinen Kaffee)
- 1967: Der Mönch mit der Peitsche